# 13963 Euphrates
13963 Euphrates (1991 PT4) là một tiểu hành tinh nằm phía ngoài của vành đai chính được phát hiện ngày 3 tháng 8 năm 1991 bởi Eric Walter Elst ở Đài thiên văn Nam Âu. Đây là một trong số ít các tiểu hành tinh nằm trong chuyển động cộng hưởng 2:1 với Sao Mộc.